# Canthigaster cyanospilota
Canthigaster cyanospilota är en fiskart som beskrevs av Randall, Williams och Rocha 2008. Canthigaster cyanospilota ingår i släktet Canthigaster och familjen blåsfiskar. Inga underarter finns listade.